# Congea
Congea é um gênero botânico da família Lamiaceae

## Espécies
Apresenta 23 espécies:
| Congea azurea       | Congea barbata      | Congea chinensis |
| Congea connata      | Congea ferruginea   | Congea forbesii  |
| Congea griffithii   | Congea griffithiana | Congea hansenii  |
| Congea involucratum | Congea jackiana     | Congea oblonga   |
| Congea paniculata   | Congea pedicellata  | Congea pentandra |
| Congea peteloti     | Congea rockii       | Congea siamensis |
| Congea tomentosa    | Congea unguiculata  | Congea velutina  |
| Congea vestita      | Congea villosa      |                  |

## Nome e referências
Congea William Roxburgh